# Yellow Creek Township (Ohio)
Yellow Creek Township ist eines von 18 Townships des Columbiana Countys im US-Bundesstaat Ohio. Nach der Volkszählung im Jahr 2000 waren hier 2185 Einwohner registriert.

## Geografie
Yellow Creek Township liegt im Südosten des Columbiana Countys im Nordosten von Ohio, wird im Südosten durch den Ohio River begrenzt und grenzt im Uhrzeigersinn an die Townships: Madison Township, Liverpool Township, das Hancock County in West Virginia, Saline Township im Jefferson County, Brush Creek Township (Jefferson County) und Washington Township.

## Verwaltung
Das Township wird durch ein Board of Trustees, bestehend aus drei gewählten Mitgliedern, verwaltet. Zwei Personen werden jeweils im Jahr nach der Präsidentschaftswahl gewählt und eine jeweils im Jahr davor. Die Amtszeit dauert in der Regel vier Jahre und beginnt jeweils am 1. Januar. Daneben gibt es noch einen Township Clerk (zuständig für Finanzen und Budget), der ebenfalls im Jahr vor der Präsidentschaftswahl auf eine vierjährige Amtszeit gewählt wird. Dessen Amtszeit beginnt jeweils am 1. April.